# Els Masos de Millà
Els Masos de Millà és un llogaret del municipi d'Àger. Està situat a la capçalera del riu de Farfanya, al sector meridional del terme. a L'any 2018 tenia vuit habitants.
Situat molt a prop del caseriu dels Masos de Millà, en destaquen la capella de Sant Romà, del segle xviii, i una torre de guaita islàmica del segle x, reutilitzada pels cristians el segle xi.